# Капопиколо (Кротоне)
Капопиколо је насеље у Италији у округу Кротоне, региону Калабрија.
Према процени из 2011. у насељу је живело 1 становника. Насеље се налази на надморској висини од 15 м.